# Gerard Moreno
Gerard Moreno Balagueró (Santa Perpètua de Mogoda, 7 april 1992) - alias Gerard - is een Spaans voetballer die doorgaans als spits speelt. Hij verruilde Espanyol in juli 2018 voor Villarreal, waarvoor hij ook van 2010 tot 2015 uitkwam. Moreno debuteerde in 2019 in het Spaans voetbalelftal.

## Clubcarrière
Moreno begon met voetballen bij Badalona en werd in 2010 opgenomen in de jeugdopleiding van Villarreal. Hier ging hij in eerste instantie spelen in het derde elftal. Voor dit team trof hij in 39 competitiewedstrijden 34 keer doel. Na dit seizoen sloot hij aan in het tweede elftal. Hierin speelde hij twee seizoenen, waarna hij vanaf december 2012 regelmatig voor het eerste team speelde. Moreno maakte op 25 januari 2013 zijn eerste doelpunt voor de hoofdmacht, tijdens een wedstrijd in de Segunda División tegen Sabadell. 
Moreno tekende in de zomer van 2013 een profcontract bij Villarreal en vertrok daarop meteen voor een jaar op huurbasis naar Mallorca. Zo kon hij nog een jaar ervaring opdoen op het tweede niveau, terwijl Villarreal naar de Primera División steeg. Na zijn terugkeer kreeg hij van coach Marcelino de kans om zich te laten zien bij Villarreal. Hier moest hij gaan concurreren met Luciano Vietto, Giovani dos Santos, Joel Campbell en Ikechukwu Uche. Niet een van hen was dat jaar onbetwist als basisspeler.
Moreno verruilde Villarreal in augustus 2015 voor Espanyol. Dat was een stap van de Spaanse subtop naar de middenmoot. Hier had hij binnen een halfjaar een vaste basisplaats. Hij begon zo in 2016/17 in op-een-na en in 2017/18 in iedere speelronde in de Primera División. Hij werd met 13 en 16 doelpunten ook in beide seizoenen clubtopscorer. Moreno scoorde in het laatstgenoemde seizoen onder meer tijdens een 1–1 gelijkspel tegen FC Barcelona, tijdens een 1–0 zege op Real Madrid en twee keer tegen zowel Deportivo La Coruña, Las Palmas als Girona.
Moreno keerde in juli 2018 terug naar Villarreal, dat daarvoor 20 miljoen betaalde aan Espanyol. Hij werd hier deze keer wel een vaste basisspeler. Moreno won in 2020/21 de Europa League met Villarreal. Hij droeg hier aan bij met onder meer zeven doelpunten. Daarmee werd hij (gedeeld) topscorer van het toernooi. Moreno scoorde dat seizoen ook 23 keer in de Primera División, goed voor een (gedeelde) tweede plaats in het Spaanse topscorersklassement. Moreno miste in zowel 2021/22 als 2022/23 bijna drie maanden vanwege verschillende blessures. Hij speelde in 2021/22 wel voor het eerst in de Champions League, tegen Atalanta Bergamo, Young Boys, Juventus, Bayern München en Liverpool. Hij scoorde tijdens overwinningen op zowel Young Boys als Juventus.

## Clubstatistieken
| Seizoen | Club       | Competitie       | Competitie | Competitie | Beker | Beker | Internationaal | Internationaal | Totaal | Totaal |
| Seizoen | Club       | Competitie       | Wed.       | Dlp.       | Wed.  | Dlp.  | Wed.           | Dlp.           | Wed.   | Dlp.   |
| ------- | ---------- | ---------------- | ---------- | ---------- | ----- | ----- | -------------- | -------------- | ------ | ------ |
| 2012/13 | Villarreal | Segunda División | 14         | 4          | 0     | 0     | —              | —              | 14     | 4      |
| 2013/14 | → Mallorca | Segunda División | 31         | 11         | 1     | 0     | —              | —              | 32     | 11     |
| 2014/15 | Villarreal | Primera División | 26         | 7          | 6     | 5     | 7              | 4              | 39     | 16     |
| 2015/16 | Espanyol   | Primera División | 32         | 7          | 4     | 0     | —              | —              | 36     | 7      |
| 2016/17 | Espanyol   | Primera División | 37         | 13         | 1     | 0     | —              | —              | 38     | 13     |
| 2017/18 | Espanyol   | Primera División | 38         | 16         | 6     | 3     | —              | —              | 44     | 19     |
| 2018/19 | Villarreal | Primera División | 35         | 8          | 3     | 1     | 11             | 4              | 49     | 13     |
| 2019/20 | Villarreal | Primera División | 35         | 18         | 2     | 2     | —              | —              | 37     | 20     |
| 2020/21 | Villarreal | Primera División | 33         | 23         | 1     | 0     | 12             | 7              | 46     | 30     |
| 2021/22 | Villarreal | Primera División | 17         | 9          | 2     | 1     | 7              | 2              | 26     | 12     |
| 2022/23 | Villarreal | Primera División | 21         | 7          | 3     | 3     | 5              | 1              | 29     | 11     |
| 2023/24 | Villarreal | Primera División | 6          | 2          | 0     | 0     | 1              | 0              | 7      | 2      |
| Totaal  | Totaal     | Totaal           | 325        | 125        | 29    | 15    | 43             | 18             | 397    | 158    |

Bijgewerkt op 4 oktober 2023.

## Interlandcarrière
Moreno werd nooit geselecteerd voor een Spaans nationaal jeugdteam. Hij debuteerde op 15 oktober 2019 in het Spaans voetbalelftal, in een kwalificatiewedstrijd voor het EK 2020 in en tegen Zweden (1–1). Bondscoach Robert Moreno liet hem toen de volledige speeltijd volmaken. Zijn eerste interlanddoelpunt volgde op 15 november 2019. Hij schoot toen de 6–0 binnen in een met 7–0 gewonnen EK-kwalificatiewedstrijd tegen Malta. Drie dagen later scoorde hij twee keer in een met 5–0 gewonnen EK-kwalificatiewedstrijd tegen Roemenië. Bondscoach Luis Enrique nam Moreno mee naar het daadwerkelijke EK. Hierop speelde hij in vijf van de zes wedstrijden die zijn team dat toernooi actief was. Daarin scoorde hij niet. Hij gaf wel twee assists.

## Erelijst
| UEFA Europa League | 1x | 2020/21 |

1 Júnior ·
2 Costa ·
3 Albiol  ·
4 Bailly ·
5 Kambwala ·
6 Suárez ·
7 Moreno ·
8 Foyth ·
10 Parejo ·
11 Akhomach ·
12 Bernat ·
13 Conde ·
14 Comesaña ·
15 Barry ·
16 Baena ·
17 Femenía ·
18 Gueye ·
19 Pépé ·
20 Terrats ·
21 Pino ·
22 Pérez ·
23 Cardona ·
24 Pedraza ·
31 Álvarez ·
Coach: Marcelino
1 De Gea ·
2 Azpilicueta ·
3 D. Llorente ·
4 Torres ·
5 Busquets  ·
6 M. Llorente ·
7 Morata ·
8 Koke ·
9 Moreno ·
10 Thiago ·
11 Torres ·
12 García ·
13 Sánchez ·
14 Gayà ·
16 Rodri ·
17 Ruiz ·
18 Alba ·
19 Olmo ·
20 Traoré ·
21 Oyarzabal ·
22 Sarabia ·
23 Simón ·
24 Laporte ·
26 Pedri ·
Coach: Enrique